# Рубидийтридекакадмий
Рубидийтридекакадмий — бинарное неорганическое соединение, интерметаллид
рубидия и кадмия
с формулой Cd13Rb,
кристаллы.

## Получение
- Сплавление стехиометрических количеств чистых веществ:

{\displaystyle {\mathsf {Rb+13Cd\ {\xrightarrow {500^{o}C}}\ Cd_{13}Rb}}}

## Физические свойства
Рубидийтридекакадмий образует кристаллы
кубической сингонии,
пространственная группа F m3/c,
параметры ячейки a = 1,391 нм, Z = 8,
структура типа натрийтридекацинка NaZn13
.
Соединение образуется по перитектической реакции при температуре ≈500 °C.